# Comté de Ngaanyatjarraku
Le Comté de Ngaanyatjarraku est une zone d'administration locale en Australie-Occidentale à la frontière de l'Australie-Occidentale à 1 492 km de Perth, la capitale de l'État. 
Il a été créé le 1er juillet 1993 sur proposition du Local Government Boundaries Commission comme restitution de terres aux populations aborigènes en amputant de sa partie est le comté de Wiluna
Le centre administratif du comté est la ville de Warburton.
Le comté est divisé en plusieurs communautés (population entre parenthèses) :
- Blackstone (168)
- Station météorologique de Giles (en) (6)
- Jameson (97)
- Patjarr (65)
- Tjirrkarli (83)
- Tjukurla (107)
- Wanarn (70)
- Warburton (550)
- Warakurna (241)
- Wingellina (154)